# Pik Leipzig
Der Pik Leipzig (russisch Пик Лейпциг) ist ein 5725 m hoher Berg im westlichen Transalaigebirge des Pamir. Sein Gipfel liegt direkt auf der Grenze zwischen Kirgisistan und Tadschikistan.

## Name
Der Name des Berges geht auf seine Erstbesteigung im Jahre 1989 zurück. Einem Expeditionsteam aus Leipzig gelang damals die erste Besteigung des Gipfels, und es benannte ihn nach der sächsischen Metropole.

## Geographie
Der Pik Leipzig liegt im Norden des Pamir, 34,3 km westlich vom Pik Lenin. Hier erhebt er sich im westlichen Transalaigebirge, welches entlang der Grenze zwischen Kirgisistan und Tadschikistan verläuft. Im Norden des Pik Leipzig befindet sich das Alaital und das kleine Dorf Achik-Suu. Im Süden befindet sich das unbewohnte und schwieriger zugängliche Saukdaratal. Zwei größere Gletscher nähren sich nach Norden (Atschik-Suu-Gletscher) und Süden (Tschakmantosch-Gletscher) fließend an den Hängen des Berges. Der Gipfel des Berges ist stark vergletschert.

## Besteigungsgeschichte
Der Pik Leipzig wurde am 9. August 1989 von einer Bergsteigergruppe aus der DDR (dabei: Ralf Brummer, Siegfried Wittig, Erhard Klingner, Wolfgang Hempel) das erste Mal bestiegen. Sie erreichten das Hochlager über seinen nördlichen Zugang. Etwas im Schatten des Pik Lenin, wurde anschließend lange Zeit kein Fuß mehr auf den Gipfel des Berges gesetzt. Erst 2014 initiierte der Erstbesteiger Ralf Brummer eine erneute Leipziger Expedition. Im Zuge dieser gelang es Steffen Löfflmann und Christian Vettermann, den Berg ein zweites Mal zu besteigen. Einen Tag später erreichte der Rest des Expeditionsteams (Gerlind Löfflmann, Andreas Lamm und Marcus Stück) den Gipfel. 
Erst beinahe 10 Jahre später, im Juli 2023, konnte die kleine Expedition der Hallenserin Katrin Oertel mit ihrem gebürtig aus Moskau stammenden Bergkameraden Sevastian Maznev, erneut ihre Füße auf die beiden einsamen, imposanten Eisriesen setzen.